# Misumenoides magnus
Misumenoides magnus es una especie de araña del género Misumenoides, familia Thomisidae.

## Distribución
Esta especie se encuentra desde México hasta Colombia.